# Gorovje Pollino
Pollino (italijansko Massiccio del Pollino) je masiv v južnih Apeninih, na meji med Bazilikato in Kalabrijo v južni Italiji, ki je najvišja točka obeh regij. Leta 1992 je postal del narodnega parka Pollino. Glavni vrhovi vključujejo Monte Pollino (2248 m) in najvišjo točko masiva Serra Dolcedorme (2267 m), ki gleda na nižino Sibari.
Gorovje Pollino (italijansko Massiccio del Pollino) je gorski masiv, ki je vključen v kalabrijske Apenine in v lukanskih apeninih, ki so ob meji Bazilikate (pokrajina Potenza) in Kalabriji (pokrajina Cosenza) med Jonskim in Tirenskim morjem, s smerjo severovzhod/jugozahod v primerjavi z Apenini in več vrhovi, ki presegajo 2000 m nadmorske višine: Serra Dolcedorme (2267 m), Monte Pollino (2248 m), Serra del Prete (2181 m), Serra delle Ciavole (2130 m in 2127 m), Serra di Crispo (2054 m), Monte Mula (1935 m) in Monte Montea (1825 m). Je sestavni del narodnega parka Pollino (Pollino Geopark), ki je tudi največji italijanski narodni park. Masiv Pollino vključuje tudi skupino gorovja Orsomarso, ki označuje zadnje odcepe Lukanskih Apeninov, točko, kjer se začnejo Kalabrijske gore.
Na teh neprepustnih in veličastnih vrhovih, vzdolž razvodnice, poteka meja med lukansko in kalabrijsko regijo.

## Izvor imena
Za nekatere izhaja iz latinskega pullus, mlada žival, iz katerega mons Pullinus, gora mladih živali. To je morda posledica starodavne navade, da so živali od konca pomladne sezone vodili na pašo na zelene travnike višjih planot. Drugi znanstveniki ime izpeljujejo iz latinskega mons Apollineus, Apolonova gora, bog zdravja in praoče zdravnikov, verjetno zaradi velikih količin in vrst samoniklih zdravilnih in aromatičnih zelišč, ki bujno rastejo na masivu, v apoteozi vonjav in barv. Tretja in zadnja teorija pravi, da je bila leta 2009 odkrita marmorna plošča, ki je verjetno pripadala pedimentu grškega templja na gori Manfriana, da je bila gora Pollino morda kraj čaščenja prebivalcev Magna Graecia.

## Geologija
Meja Calabro-Lucan je še posebej zanimiva za geologijo južne Italije, saj predstavlja kompleksen povezovalni pas med strukturnimi domenami apeninskega krasa in kristalno-metamorfno-sedimentne plasti loka Calabro-Peloritano.
V tem kontekstu je gorovje Pollino konfigurirana kot ena glavnih geoloških struktur, ki v klasičnem smislu predstavlja razširjeno monoklinalo s povprečno smerjo WNW-ESE in splošnim padcem na SV, karbonatov mezozojske terciarne platforme ("Panormide Complex" OGNIBEN, 1969, ki ustreza enoti Alburno-Cervati D'ARGENIO et al., 1973), ki izhajajo iz deformacije plošče Kampansko-lukanska (D'ARGENIO et alii, 1973) ali Apenin platforma (MOSTARDINI & MERLINI, 1986). [...]
Apnenčaste in dolomitne apnenčaste kamnine tvorijo pravo hrbtenico masiva. Vsi najvišji vrhovi in glavni grebeni so zato močno podvrženi eroziji in pojavom, povezanim s zakrasevanjem, ki nenehno oblikujejo njihov videz, ki pripada drugi orogenezi. Ozemlje je posejano z jamami, kot je jama Romito, v kateri so bili najdeni petroglifi, ki segajo v paleolitik, in kanjoni, med katerimi so spektakularni tisti, ki sta jih izdolbla hudournik Raganello in reka Lao po silovitem toku voda zaradi otoplitve po zadnji poledenitvi.
Drugi pomembni kraški pojavi so vrtača, imenovana Abisso del Bifurto - najgloblje in najbolj impresivno brezno v južni Italiji, ki se spušča v nedrje Sellara za dobrih 650 metrov; jame Serra del Gufo; sugestivne ravnice Pollino, Ruggio in Iannace, polne vrtač in udornic. V bližini glavnih vrhov (zlasti na vrhovih Pollino, Serra del Prete in Serra di Mauro) se ob vznožju vrtač odprejo ogromna brezna, pravi zbiralniki-prenašalci meteorološke vode, ki prispevajo k polnjenju izdatnih izvirov, raztresenih po ozemlju.
Polja, oblikovana s tisočletnim delovanjem vode, so vidna na vrhovih Timpa di San Lorenzo kot tudi na grebenu Madonne del Pollino. Končno se pri Piano Iannace dvigajo nenavadne oblike skal, ki jih je izklesal kras.
Trenutni profil najvišjih vrhov je bil močno oblikovan z delovanjem starodavnih ledenikov, katerih najbolj očitne sledi najdemo na severozahodni strani Serra Dolcedorme z bazenom, imenovanim Fossa del Lupo, starodavnim območjem kopičenja zamrznjenih gmot, ki so hranile mogočni ledenik Frido; na severovzhodni strani Monte Pollino z dvema ledeniškima krnicama, ločenima s severovzhodnim opornikom iste gore; in na severni strani Serra del Prete s čudovito in prostrano ledeniško krnico, ob vznožju katere štrli čelna kopica morenskega drobirja, ki ga pokriva gost in prostran bukov gozd.
Umikajoči se ledeniki so poleg morenskih nanosov opustili velike balvane. Značilni, ker so izolirani in daleč od verjetnih točk padca, jih je zlahka opaziti na čudovitih planjavah Pollino in Acquafredda, na nadmorski višini med 1800 in 2000 metri.

## Rastlinstvo in živalstvo
Favna in flora sta še posebej bogati, zanje so pogosto značilne resnično izvirne biocenotske združbe.
Med ogroženimi živalmi ugotavljamo prisotnost apeninskega volka, sove, srne in planinskega orla. Ko se premikate z nižjih nadmorskih višin, je mogoče občudovati goste kostanjeve gozdove, ki jih višje zamenjajo različne vrste hrasta in bukve. Med 1000 in 1600 metri nadmorske višine je mogoče naleteti na izjemno gozdno okolje, ki ga sestavljajo bukve, javorji in jelke, redka drevesna združba, vidna zlasti na območjih jezera Duglia in Casino Toscano.
Smisel združitve ločenih, čeprav blizu, gorskih sistemov, ki jih sestavljajo gore Alpi in Spina, masiv Pollino in gore Orsomarso, v en sam narodni park je v še vedno skoraj popolnoma neonesnaženi naravi sorodnih ozemelj. Kot dokaz za to je še danes mogoče opaziti vidro, živalsko vrsto, ki lahko živi le v krajih, ki so odporni na kakršno koli onesnaženje.
Poleg tega so te gore edini preostali naravni habitati v Italiji, v katerih je še vedno prisoten bosanski bor: cenjena drevesna vrsta, simbol istoimenskega naravnega parka, ki se, oklepajoč se najvišjih in najbolj strmih vrhov, trmasto upira ostrim meteorološkim razmeram, ki tam prevladujejo, in tako izkazuje izjemno sposobnost prilagajanja na najbolj ekstremne razmere. Pomen tega drevesa je v tem, da je v Evropi preživelo v preostalih kolonijah, pa tudi na tem ozemlju le na Balkanu; in to med drugim nakazuje starodavno geografsko kontinuiteto med italijanskim polotokom in balkanskim polotokom.

### Geopark
Geopark Pollino pokriva celotno ozemlje parka Pollino in je del Unescove svetovne dediščine.
Geopark Pollino vključuje 69 geolokacij na svojem ozemlju, vključno z ledeniškimi krnicami, morenskimi nanosi (ki segajo v zadnjo wurmsko poledenitev), snežnimi polji, fosili Rudiste, posebnimi kamnitimi formacijami (kot je ofiolitsko nasledstvo Timpa delle Murge in Timpa di Pietrasasso, pa tudi lava Monte Cerviero), jame (Grotta del Romito), soteske (Raganello), Lao, Rosa in Garavina), kraške planote, vrtače, zatrepe in vrhove, ki presegajo 2000 metrov nadmorske višine.
Poleg območij geološkega pomena Geopark Pollino vključuje tudi številna območja negeološkega pomena, katerih namen je skupaj z geološkimi območji izboljšati celotno ozemlje narodnega parka Pollino z geoturističnega, naravoslovnega, kulturnega, zgodovinskega in arheološkega vidika, da bi toliko lepote poznali in cenili.